# Otholobium decumbens
Otholobium decumbens là một loài thực vật có hoa trong họ Đậu. Loài này được (Aiton) C.H.Stirt. miêu tả khoa học đầu tiên.